# 原音乐
原音樂（英語：unplugged music）及原音樂器是在20世紀電子音樂面世後，為了將傳統真實的、未經電子處理（或不是由電子信號產生音波）的樂器與之區別而衍生的返璞词。英文中分別用了兩個詞來表示，一個是「acoustic」，原意為聲學但在這裡被引申為「由真實樂器天然地產生的（聲音）」；另一個「unplugged」則表示「不經電子處理的（樂器）」。
廣義的原音樂是指對聲音是否真樂器所直接發出的判斷，這解釋下原音樂器在經過電子擴音器（electronic amplifier）或其他存儲媒介後所播出的聲音，只要其音色沒有受到破壞性處理就仍舊是原音樂。MIDI中的acoustic作為形容詞經常出現在合成器的樂器選單中，例如標記了acoustic的grand piano（三角鋼琴）表示了合成器製造者在合成這聲音時是刻意要模擬真實鋼琴的音質；取样器則是透過錄製原音樂器（一般是單一個純樂器音，但亦會錄製複合或特殊的演奏法）作為MIDI的發聲表以模擬原音樂。